# Memorie nevolatilă
Memoria nevolatilă este un tip de memorie de calculator care păstrează datele stocate după oprirea calculatorului. La repornire, informația din memorie devine accesibilă, putând fi citită. Memoriile nevolatile reprezintă  un grup foarte larg de suporturi de stocare utilizate în calculatoare și alte dispozitive electronice. 

Adeseori, memoria nevolatilă este numită read only memory (ROM). 

## Exemple
- Dispozitive de stocare optice:  
  - CD: CD-ROM, CDA, CD-R, CD-RW,
  - DVD: DVD-R, DVD+R, DVD-RW, DVD+RW,  DVD-RAM
  - Blu-ray
- Dispozitive de stocare magnetice:
  - HDD
  - SSD
- Memorie flash:
  - USB
  - CompactFlash
  - Memory Stick
  - SD
  - MMC
  - UFS
- Tehnologii de memorie nevolatilă în dezvoltare: FeRAM (Ferroelectric Random Access Memory), FMRAM (Ferromagnetic RAM), MFRAM (Multiferroic RAM), PCM (Phase-Change Memories), RRAM (Oxide-based Resistive RAM), FJG RAM (Floating Junction Gate Random Access Memory)[1].

HDD
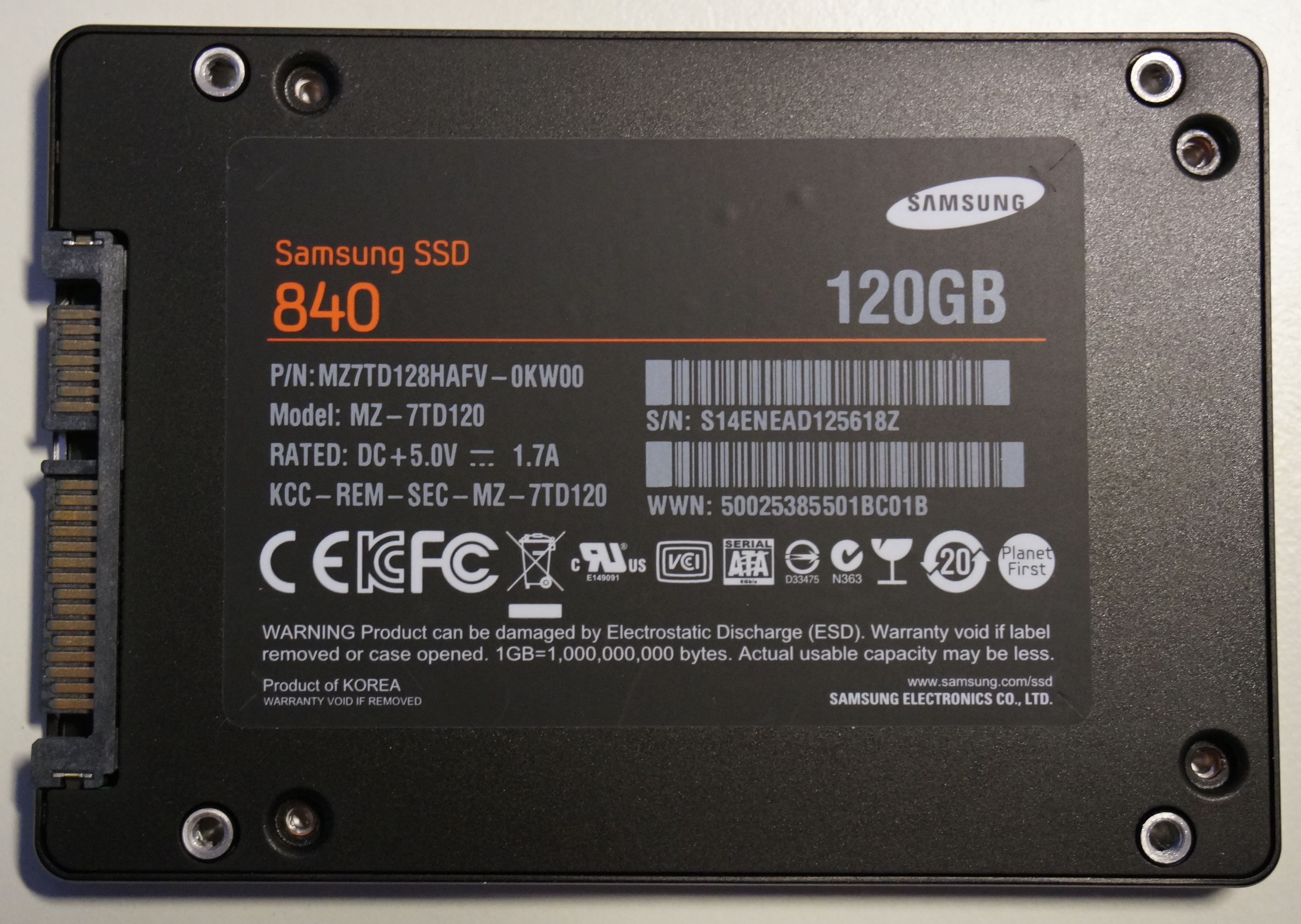
SSD
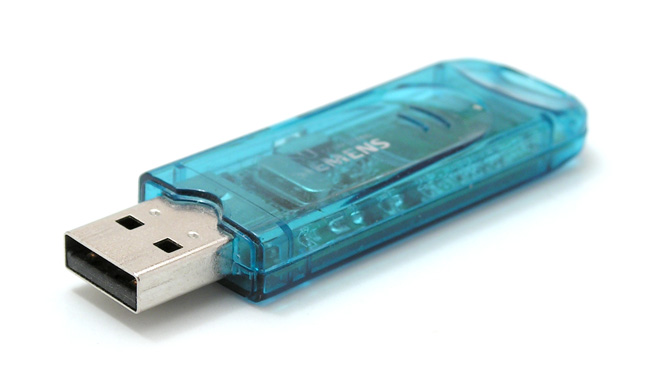
Dispozitiv USB
Card SD